# مشهد (بدخشان)
بدخشان (به لاتین:Bedkheshan) شهری در زون شمال‌شرق افغانستان است که مرکز ولسوالی کشم ولایت بدخشان می‌باشد.